# Ramal de la Granja

El Ramal de la Granja, respecte del terme d'Abella de la Conca

El Ramal de la Granja és una pista asfaltada moderna del terme municipal d'Abella de la Conca, a la comarca del Pallars Jussà.
Arrenca de la Carretera d'Abella de la Conca al nord-oest de Casa la Loli en direcció al nord-est, i en 200 metres porta a les Granges de l'Olivelles, a la porta de les quals acaba.

## Etimologia
Se l'anomena ramal perquè es tracta d'una curta derivació de la carretera, que duu a les Granges de l'Olivelles, d'on la segona part del nom.